# Diocesi di Laranda
La diocesi di Laranda (in latino Dioecesis Larandensis) è una sede soppressa del patriarcato di Costantinopoli e una sede titolare della Chiesa cattolica.

## Storia
Laranda (in greco: Λάρανδα), identificabile con Karaman nell'odierna Turchia, è un'antica sede episcopale della provincia romana della Licaonia nella diocesi civile di Asia. Faceva parte del patriarcato di Costantinopoli ed era suffraganea dell'arcidiocesi di Iconio.
La diocesi è documentata nelle Notitiae Episcopatuum del patriarcato di Costantinopoli fino al XII secolo.
Sono quattro i vescovi che Le Quien attribuisce a Laranda. Neone è menzionato nella Historia ecclesiastica di Eusebio di Cesarea. Paolo partecipò al primo concilio ecumenico celebrato a Nicea nel 325; sottoscrisse gli atti tra i vescovi dell'Isauria, in quanto la provincia di Licaonia fu istituita solo verso il 371. Ascolio prese parte al concilio di Calcedonia del 451; nella sessione del 31 ottobre, sottoscrisse gli atti anche al posto di Saba, vescovo di Palto nel patriarcato di Antiochia. Infine, Saba assistette al concilio di Costantinopoli dell'879-880 che riabilitò il patriarca Fozio.
Dal XVIII secolo Laranda è annoverata tra le sedi vescovili titolari della Chiesa cattolica; la sede è vacante dal 6 gennaio 1965. Il suo ultimo titolare è stato Walfrido Teixeira Vieira, vescovo ausiliare di San Salvador di Bahia in Brasile.

## Cronotassi

### Vescovi greci
- Neone †
- Paolo † (menzionato nel 325)
- Ascolio † (menzionato nel 451)
- Saba † (menzionato nell'879)

### Vescovi titolari
- François-Gabriel Guisain, M.E.P. † (3 dicembre 1718 - 17 novembre 1723 deceduto)
- Maciej Grzegorz Garnysz † (18 dicembre 1775 - 10 dicembre 1781 nominato vescovo di Chełm)
- Kasper Józef Szajowski † (10 dicembre 1781 - 26 giugno 1802 deceduto)
- Publio Maria Sant † (1º ottobre 1817 - 17 novembre 1847 succeduto vescovo di Malta)
- Guillaume-Clément Masson, M.E.P. † (23 maggio 1848 - 24 luglio 1853 deceduto)
- Yves-Marie Croc, M.E.P. † (4 settembre 1866 - 11 ottobre 1885 deceduto)
- Lawrence Scanlan † (25 gennaio 1887 - 30 gennaio 1891 nominato vescovo di Salt Lake)
- Patrick Delany † (16 giugno 1893 - 29 dicembre 1907 succeduto arcivescovo di Hobart)
- Franz Egger † (20 marzo 1908 - 6 novembre 1912 confermato vescovo di Bressanone)
- Victor-Charles Quinton, M.E.P. † (12 dicembre 1912 - 4 ottobre 1924 deceduto)
- Władysław Szcześniak † (25 maggio 1925 - 9 settembre 1926 deceduto)
- Claudio MaríaVolio y Jiménez † (12 novembre 1926 - 18 aprile 1940 nominato arcivescovo titolare di Soteropoli)
- Vincentas Padolskis † (18 luglio 1940 - 6 maggio 1960 deceduto)
- Walfrido Teixeira Vieira † (25 marzo 1961 - 6 gennaio 1965 nominato vescovo di Sobral)